# 聖ペテロの解放 (ラファエロ)
『聖ペテロの解放』（せいペテロのかいほう、伊: Liberazione di san Pietro、英: Deliverance of Saint Peter）は、イタリア・盛期ルネサンスの巨匠ラファエロ・サンティが描いたフレスコ画である。ローマ教皇ユリウス2世は、現在、ヴァチカン宮殿の「ラファエロの間」として知られる部屋をフレスコ画で装飾するようラファエロに委嘱したが、本作はその一部として1513-1514年に制作された。『神殿から追放されるヘリオドロス』にちなみ、「へリオドロスの間」と呼ばれる部屋にあり、窓の上に描かれている。絵画は、『新約聖書』中の「使徒言行録」(12:5-12)  に記述されているように、聖ペテロが天使によってアグリッパ1世の牢獄から解放された様子を表している。

## 作品
「使徒言行録」には、「ペテロは二つの鎖にて繋がれ、二人の兵卒のあいだに眠り、番兵らは門口にいて獄を守りたるに、視よ、主の使ペテロの傍らに立ちて光明室内に輝く」と記述されている。囚われの身であったペテロが天使によって牢獄から救い出されるこの逸話は、早くから人々に深い印象を与えた。この伝説を記念するために、ローマにはペテロが繋がれていた鎖を保管するサン・ピエトロ・イン・ヴィンコーリ聖堂 (「鎖に繋がれた聖ペテロ」を意味する) が建立されたほどであった。「ペテロの解放」という主題が本作に選択されたことは、サン・ピエトロ・イン・ヴィンコーリ聖堂の名義司教だったユリウス2世の信仰と深いかかわりをもっている。
このフレスコ画は、描かれた建築物と階段で構築された、均衡ある左右対称の構図に3つの場面を描いているが、おそらくルネサンス全時代を通じて、これほど大胆な夜景を見ることはできない。ここで光は重要なテーマとなっており、天使の聖なる光が暁、月、松明、鎧に反射する光と対照され、絵画の下にある窓から入ってくる自然光とも対照されている。この光と闇の強いコントラストには、ラファエロのバロック的傾向がうかがわれる。
中央では、ペテロを目覚めさせる天使の身体から発する超自然的な円光がほかの何にもまして烈しく輝いている。眠りこけるペテロの手と首と足は鎖に繋がれているが、その顔は天使の光に照らされて、闇の中から浮き出している。右側では、同じく円光に包まれた天使の傍らに、牢獄から解放されたペテロが眠っている守衛の背後に立っている。なお、ペテロの顔は、ユリウス2世の最後の肖像であると考えられている。左側では1人の守衛が明らかに天使の放つ光に気づき、奇跡的に光っている独房を指さしている。このことにより、右側で平穏に脱獄するペテロにドラマ性が付与されている。

## ギャラリー

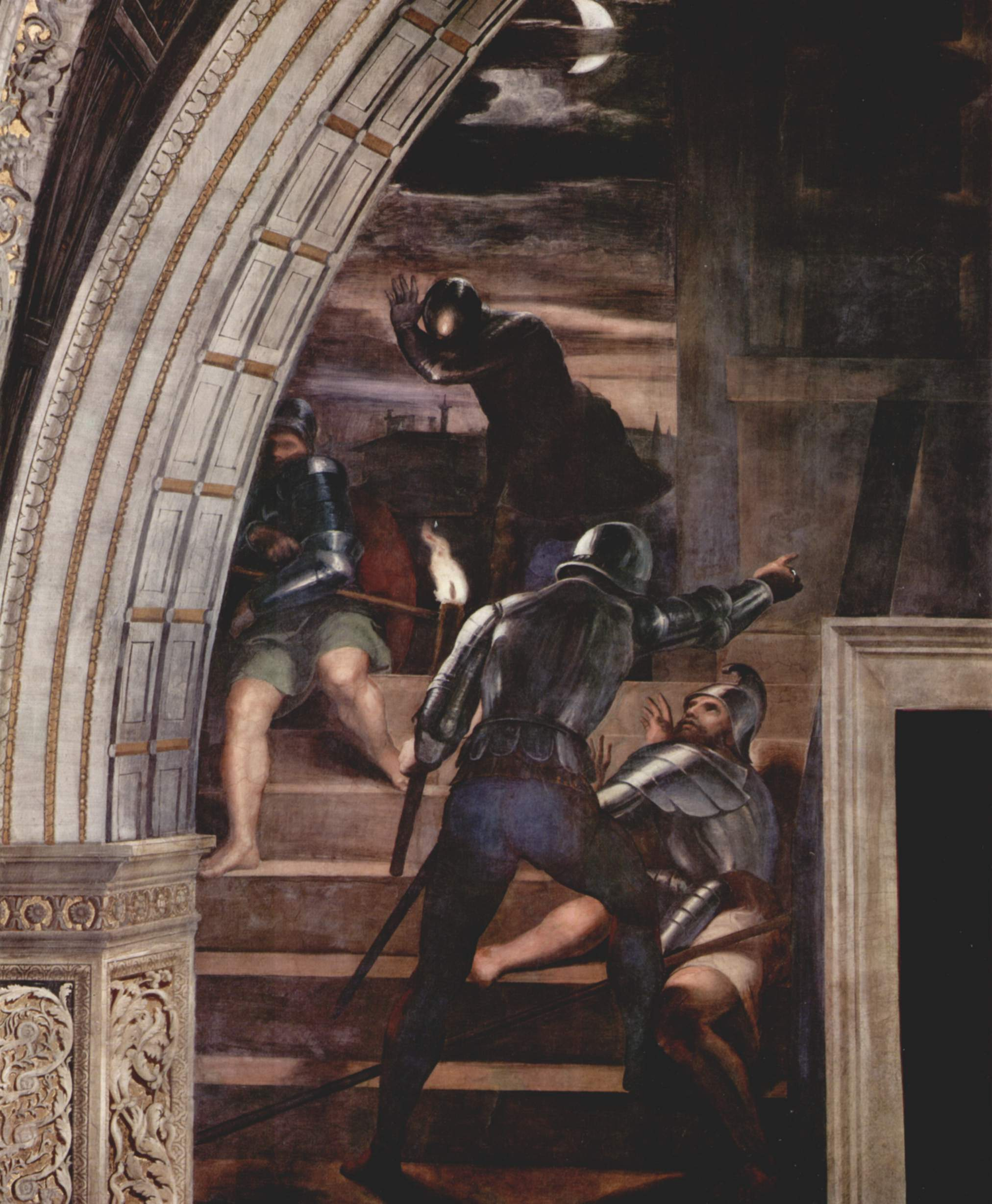
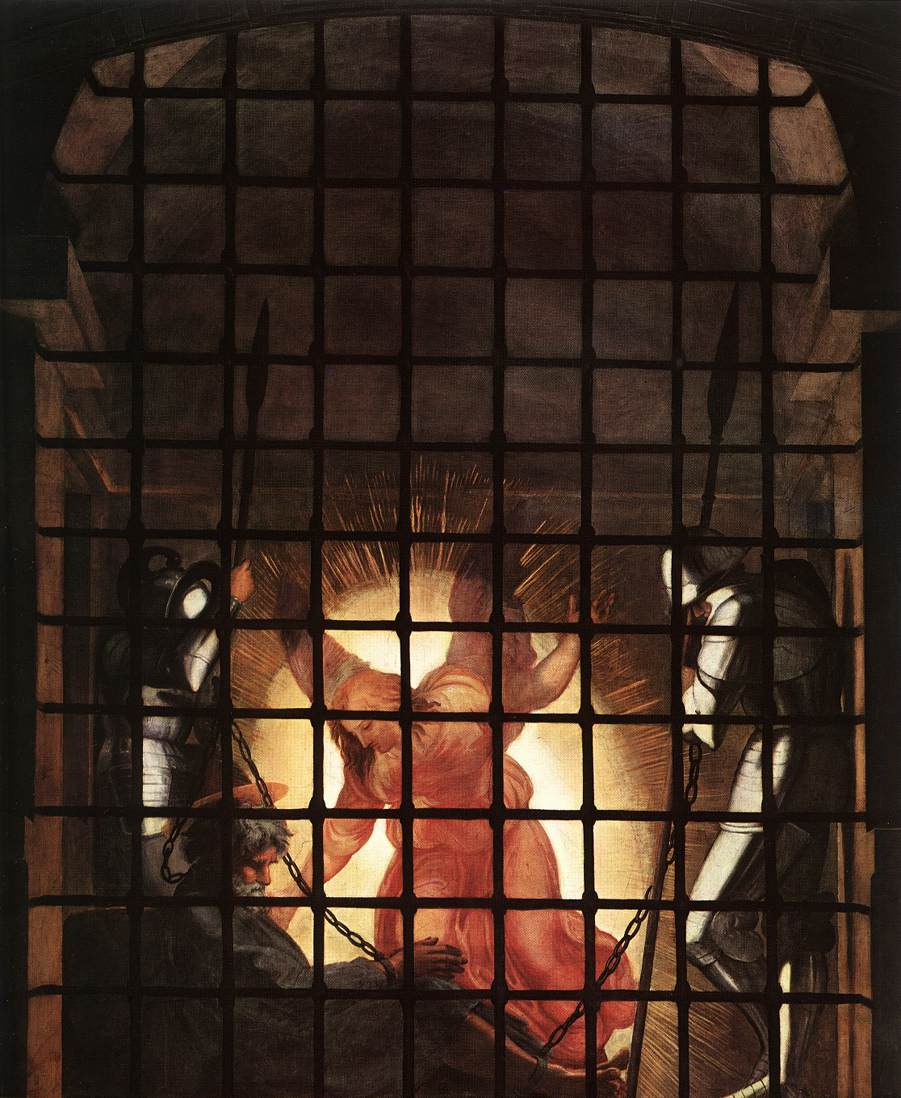
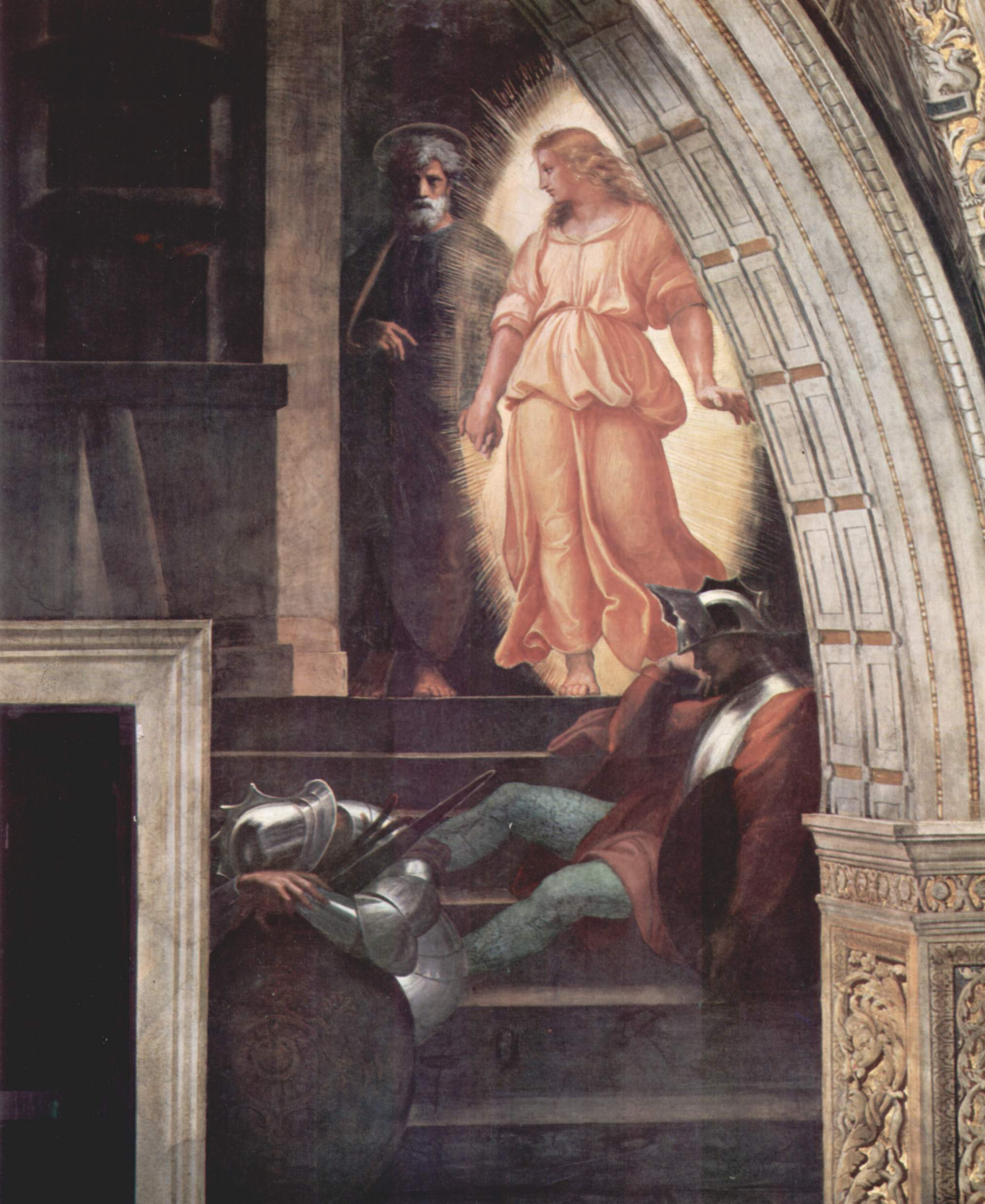